# Hoppin
Hoppin ist ein englischer Familienname.

## Namensträger
- Agnes Clark Hoppin (1874–1898), US-amerikanische Frau, Namensgeberin des Agnes Hoppin Memorial Fellowship Stipendiums, siehe Agnes Hoppin
- Joseph Clark Hoppin (1870–1925), US-amerikanischer Archäologe
- William W. Hoppin (1807–1880), US-amerikanischer Politiker